# Лоренте, Хайме
Хайме Лоренте Лопес (исп. Jaime Lorente López, родился 12 декабря 1991 года) — испанский актёр, наиболее известен благодаря ролям Денвера в сериале «Бумажный дом» и Нано в сериале    «Элита».

## Ранние годы
Хайме родился и вырос в городе Мурсия, расположенном на юго-востоке Испании. Он получил актёрское образование в Высшей школе драматического искусства в Мурсии, а также окончил магистратуру по программе углублённого обучения в Международном университете Ла-Риохи в Логроньо. Помимо актёрской подготовки, Хайме также занимался современными танцами, однако с ранних лет основным направлением его интересов было актёрское мастерство.

## Карьера
Дебют Хайме в театре состоялся в пьесе «Equus». За участие в этом спектакле он получил награду за лучшую мужскую роль на первой церемонии вручения María Jesús Sirvent Awards.
В 2016 году начал сниматься в телесериале канала Antena 3 «Тайна старого моста», где исполнил роль Элиаса Мато.
В 2017 году Хайме приступил к съёмкам в полнометражном фильме «Лабиринты прошлого», вместе с такими актерами как Пенелопа Крус и Хавьер Бардем. Премьера фильма состоялась в 2018 году. 
В 2017 году актер получил широкую известность, сыграв роль Денвера в популярном сериале «Бумажный дом», который изначально транслировался на испанском телеканале Antena 3. После того как права на сериал были выкуплены компанией Netflix, проект приобрёл международную популярность и стал самым успешным испанским телесериалом на мировой арене. Сериал был продлён на несколько дополнительных сезонов, а его актёры, включая Хайме, получили широкое признание и статус звёзд международного уровня. За эту роль актер был номинирован на премию Испанского союза актёров в категории «Лучший актёр второго плана на телевидении».
В 2018 году Хайме исполнил роль Нано в оригинальном сериале канала Netflix «Элита».
В 2020 и 2021 годах он снялся в историческом сериале от Amazon Prime Video «Эль Сид», где исполнил главную роль — кастильского рыцаря и полководца Родриго Диаса де Вивара, известного под именем Эль Сид.
Также Хайме сыграл главные роли в фильмах «Тень закона», «Кого бы вы взяли на необитаемый остров?», «42 секунды» и «Тин и Tина».
Помимо этого в 2022 году он выпустил свой музыкальный альбом под названием La noche.

## Фильмография
| Год  | Название                                | Роль                | Примечания             |
| ---- | --------------------------------------- | ------------------- | ---------------------- |
| 2018 | Лабиринты прошлого                      | Луис                | Фильм                  |
| 2018 | Тень закона                             | Леон                | Фильм                  |
| 2018 | Bedspread                               | Фрэн                | Короткометражный фильм |
| 2019 | Кого бы вы взяли на необитаемый остров? | Маркос              | Фильм                  |
| 2022 | 42 секунды                              | Педро Гарсия Агуадо | Фильм                  |
| 2023 | Тин и Tина                              | Адольфо             | Фильм                  |
| 2024 | Disco, Ibiza, Locomía                   | Шрифт Хави          | Фильм                  |
| 2025 | Hamburgo                                | Немец               | Фильм                  |

## Телевидение
| Год       | Название            | Роль                            |
| --------- | ------------------- | ------------------------------- |
| 2016      | Тайна старого моста | Элиас Мато                      |
| 2017–2021 | Бумажный дом        | Дэниел «Денвер» Рамос           |
| 2018–2019 | Элита               | Фернандо «Нано» Гарсиа Домингес |
| 2020–2021 | Эль Сид             | Эль Сид                         |
| 2023      | Untameable          | Анхель Кристо                   |
| 2024      | Железное царство    | Нестор                          |

## Награды и номинации
| Год  | Награда                                | Категория                                          | Работа       | Результат   | Ссылка. |
| ---- | -------------------------------------- | -------------------------------------------------- | ------------ | ----------- | ------- |
| 2018 | 27th Actors and Actresses Union Awards | Лучший актер на телевидении во второстепенной роли | Бумажный дом | Номинирован | [ 23 ]  |
| 2019 | 28th Actors and Actresses Union Awards | Лучший актер второго плана на телевидении          | Бумажный дом | Номинирован | [ 9 ]   |